# Gorham (Nueva York)
Gorham es un pueblo ubicado en el condado de Ontario en el estado estadounidense de Nueva York. En el año 2000 tenía una población de 3,776 habitantes y una densidad poblacional de 30 personas por km².

## Geografía
Gorham se encuentra ubicado en las coordenadas 42°48′32″N 77°13′18″O / 42.80889, -77.22167.

## Demografía
Según la Oficina del Censo en 2000 los ingresos medios por hogar en la localidad eran de $43,138 y los ingresos medios por familia eran $45,917. Los hombres tenían unos ingresos medios de $35,658 frente a los $23,682 para las mujeres. La renta per cápita para la localidad era de $20,736. Alrededor del 7% de la población estaban por debajo del umbral de pobreza.